# Szczepice (gromada)
Szczepice – dawna gromada, czyli najmniejsza jednostka podziału terytorialnego Polskiej Rzeczypospolitej Ludowej w latach 1954–1972.
Gromady, z gromadzkimi radami narodowymi (GRN) jako organami władzy najniższego stopnia na wsi, funkcjonowały od reformy reorganizującej administrację wiejską przeprowadzonej jesienią 1954 do momentu ich zniesienia z dniem 1 stycznia 1973, tym samym wypierając organizację gminną w latach 1954–1972.
Gromadę Szczepice z siedzibą GRN w Szczepicach utworzono – jako jedną z 8759 gromad na obszarze Polski – w powiecie szubińskim w woj. bydgoskim, na mocy uchwały nr 24/13 WRN w Bydgoszczy z dnia 5 października 1954. W skład jednostki weszły obszary dotychczasowych gromad Elizewo, Rozstrzębowo, Suchoręcz i Szczepice oraz obszary leśnictwa Czerwoniak z lasem Studzienki ze zniesionej gminy Sipiory, a także obszary dotychczasowych gromad Ujazd i Malice (ze wsią Rzemieniewice, lez bez PGR-u Rzemieniewice) ze zniesionej gminy Łankowice, w tymże powiecie. Dla gromady ustalono 23 członków gromadzkiej rady narodowej.
Gromadę zniesiono 31 grudnia 1961, a jej obszar włączono do gromad Kcynia (wsie Malice, Tupadły i Ujazd, przysiółek Bąk i PGR Krzepiszyn) i Sipiory (wsie Szczepice, Rozstrzębowo, Elizewo, Suchorączek i Suchoręcz, leśniczówki Czerwoniak i Skórzewo oraz przysiółek Zabłocie) w tymże powiecie.